# 海虎
《海虎》是由温日良主编、邓志辉绘画的香港漫画。是海虎系列的第一部作品，作者以崭新的演绎及画中所带出的迫力感和人性哲理开创漫画的新出路，融合科幻、武侠、技击为一体的风格，带给读者新的感受。海虎又分为三辑，即《海虎I》、《海虎II》、《海虎III》，每辑48集，连载时间为1994年-1997年，由海洋创作有限公司出版。

## 概要

### 海虎I
海虎的背景为现实世界的20世纪90年代，主角白军浪之父因不愿与蓝梦组织合作被暗杀，白军浪遂化名海虎向蓝梦组织复仇。

### 海虎II
背景从虚拟的未来世界2007年开始，强者数量较十年前已多出百倍。其时世界由蓝梦组织、天国、雄狮会三大组织控制。这部作品以白軍浪之子白首男、白次男为主角。最终以白次男击败包括白首男在内的天国三大高手，并击杀海虎成为世界最强之人结束。

### 海虎III
此时距上部已过二十年，地球由白次男的次男帝国控制，隐居南美的白首男因其子白千军与人争斗时不慎暴露家传武学，不得已重新出山。因此失去心脏而丧失力量的白首男不得不面对自己的无能，重视的伙伴一个个死去，爱人秋天也离他而去，最终，获得奥加心脏的白首男在爱的推动下轰出了世上最强的一百万匹海虎爆破拳，击杀白次男，成为有史以来的最强的人。

## 登场人物

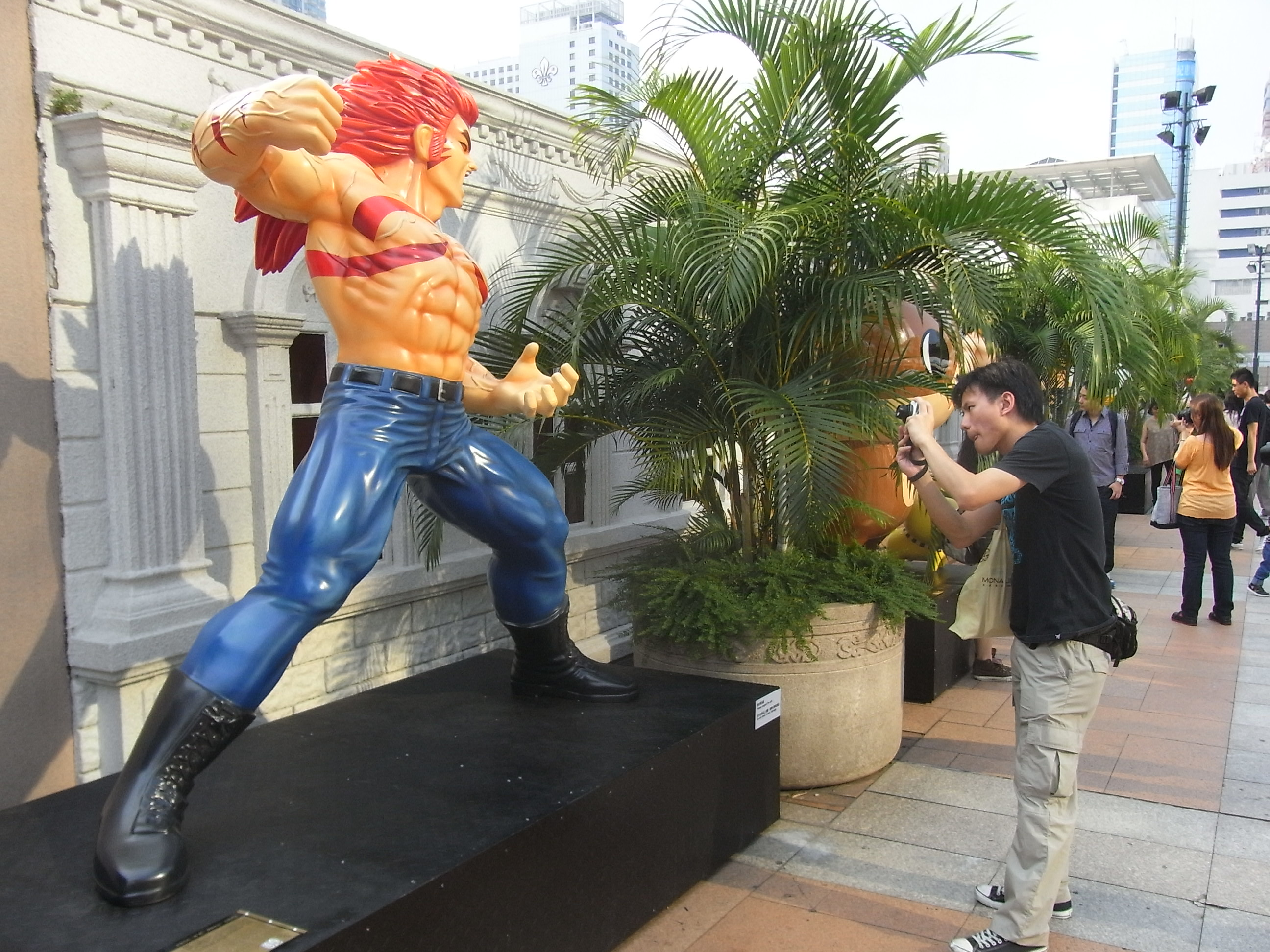
《海虎》主角白軍浪於「香港漫畫星光大道」展示的雕塑

### 海虎I
- 白军浪

外号海虎，海虎I主角。和观月瞳生有两子，白首男、白次男。四大強者之一，后世称为第一代海虎武神。
- 观月瞳

蓝道天武之女，两名兄长为奥加和蓝梦。她原来是蓝道天武结合天象等因素，试图诞生一名智勇双全的人物，却因考虑不周，而忽略其性别。
- 奥加

外号杀人鲸，蓝道天武长子，蓝梦组织第一高手，四大强者之一。
- 蓝梦

蓝道天武次子，蓝梦组织领导，智慧性人物，是《海虎》第一反派。第二代四大強者之一。
- 天道

外号大白鲨，蓝道天武义子，四大强者之一。因身世之仇與電眼一同背叛藍夢組織。第二部先後成為白次男、白首男的師父。
- 东尼

外号电眼，蓝道天武义子。因身世之仇與天道一同背叛藍夢組織，後為了讓天道獲得突破而自我犧牲。
- 丑男

外号水母王，原名首男，蓝道天武义子。因命令害死軍浪父親的兇手，但其實本性善良、暗戀觀月瞳。後為打敗天道拖住其身軀，被奧加誤殺。
- 秦虹

外号野豹，蓝梦组织创始人之一。為保護被電眼暗算的藍夢而獨自面對天道、電眼、祖等多名高手，耗盡力量而死；因秦虹的死導致藍夢作風大變，變得不擇手段。
- 祖

外号破梦，与电眼一起对付蓝梦组织后被洗脑，在第二部被白首男恢复记忆并帮助白首男，最后被白次男虐杀。
- 汤姆

外号病毒，蓝梦组织创始人之一。第二部离开蓝梦组织后投靠白次男，第三部和白次男次子白宝宝一见如故，传授白宝宝力量，后被蓝梦所杀。
- 雷文

外号雄狮，天道之弟、教導海虎磁場轉動的師父。第二部成為雄狮会领导、白次男義父，後被受藍夢蠱惑的白次男所殺。

### 海虎II
- 白首男

海虎II、海虎III主角，白军浪与观月瞳长子，地狱义子，天道徒弟。第二代四大強者之一，后世称为第三代海虎武神。
- 白次男

海虎II、海虎III主角兼最終反派，白军浪与观月瞳次子，天道徒弟，后为次男帝国帝皇。第二代四大強者之一，后世称为第二代海虎武神。
- 蓝瞳瞳

蓝梦之女，是为破坏白首男兄弟关系，由天象计算而生。因藍夢計謀為白首男生下一子，後為白次男之妻。
- 地狱

原名元海，白首男义父，天国创始人。四大強者之一，擁有極高天賦以及創造了世上數一數二的絕強武學「地獄戰神」，曾打敗奧加卻留其性命、後因力量耗盡而死。
- 秋天

地狱手下，白首男之妻。
- 黑暗

地狱师弟，秋天原未婚夫，深愛秋天並因此与白首男结仇，之後被藍夢蠱惑加入藍夢組織、並於次男出關後自願效忠次男。于海虎III成為次男義兄，後因秋天之死導致其一心求死，最終亦败亡於次男手中。第二代四大強者之一。
- 天网

天国成员，电脑和机械天才，后制造出机械兵器“亚飞”；製造出 生化電腦 地獄號 與強者大腦結合，可發揮出九十九萬匹完全境界殺傷力。後因與首男理念不合背叛首男，間接導致首男殺死驚天；被明月所殺，死前與首男互相和解。
- 基頭四

四名肌肉壯碩的變態同性戀，曾性虐被囚禁的白次男，後來被白次男碎屍萬段。因他們的關係而將同性戀代名詞「基佬」一詞發揚光大。名称来自于披头士（Beatles）（Geatles）。
”。

### 海虎III
- 白千军

白首男与秋天之子，后世被称千军武神。
- 白惊天

蓝瞳瞳之子，在白次男和蓝瞳瞳身边长大，生父为白首男。后被洗脑状态下的白首男错杀。
- 白宝宝

白次男和蓝瞳瞳之子，天生肥胖；修練病毒力量，若沒有相應的修為力量會被毒腐屍脆骨。
- 武藏二世

白千軍的好友，自幼仰慕地獄。後藉千軍引薦成為白首男之徒，最後為反抗次男暴政被次男所殺。
- 明月

擁有極佳天賦的神祕強人，因不喜爭鬥而一直隱居，直至藍夢將死時將對方徹底了結。後與首男交好，結局輔佐首男成為帝皇。

## 武学
- 海虎爆破拳/海虎爆破腿

海虎白軍浪最常用的招式，亦是他的最強殺招。拳力會潛入敵人體內爆破，造成更大的傷害。
- 磁场天刀

海虎绝学, 以磁场力量拉出巨大刀劲
- 极速子弹拳

海虎绝招, 高速而密集的拳招
- 火极七重天

海虎在冰封中领悟, 聚集空气中的氧气压缩再燃点, 以爆发强大热力
- 五極(風、火、雷、電、雪)

正式名稱為狂風、極火、雷霆、電動、冰雪，當初海虎為了報仇，融合各強敵的武術，創出此套功夫。
能以最少的力量引發自然現象，產生最大的威力，雖可個別使用，但多用來配合其他招式，增加殺傷力。
- 皇极惊世

兩大奇书之一, 本来只是一本命理书, 但蓝道天武从中得到啟发化成各类招式
- 杀鲸霸拳

奧加所创武学
- 鲸霸天下

奧加败于天道手下之后所创, 以制造小磁场再轟破所造成的推进力大幅强化速度, 虽然耗力但能保证不被打中, 自信再面对天道也能取胜
- 真空剑刃

奧加为对付地狱之剑所创, 以五指发剑气, 角度刁钻且能够转向
- 无极震禅

奧加自创, 先让心境平静再爆发愤怒情绪以引发强大爆炸力
- 天武拳

天道自创拳法
- 強速炮拳

天道自创拳法, 重視速度的拳招，之後天道將其改良為「極速炮拳」。
- 天武绝刀

大白鲨天道绝学, 类似磁场天刀般的刀劲
- 天武巨鲨拳

天道自创拳法
- 天武杀道

天道冰封十多年中所创绝技, 刚开始只有3式(断心道, 断头道, 断生道), 其后再创出后兩式 (断天道, 断神道). 
此外, 天道徒弟白次男也自创出另一版本的后兩式 (断兄道, 断虎道)
- 终极无限

野豹秦虹最终绝学, 为史上最快的拳招
- 皇极惊世水母拳

皇极惊世招式, 醜男得意绝学, 杀伤力低, 主要作牽制用
- 天父救世拳

破夢所创绝学
- 上帝之手

破夢失忆时候(耶稣)所创
- 雄狮蓋世拳

天道弟弟雄狮雷文绝学
- 魔极十八重

白次男改良风火雷电雪中的烈火而成
- 地狱之刀

白次男改良地狱之剑的刀招版本，於第三次世界大戰時，力壓首男的地獄之劍。
- 金刚战甲

地狱师兄金刚最后绝招, 以內脏在体外硬化形成战甲. 以渦轮增压原理爆发超越极限的力量(从85万匹直跳上97万匹). 极损耗元气, 甚至有死亡可能.  
- 地狱之剑

地狱以达摩经融汇剑道所创武学, 高深莫测, 一定修为时能够人刀合一把刀刃在身体任何部位使出. 也能融合其他招式使用 (狂风地狱刀, 五极地狱刀)其中兩大最強殺招為「月缺」、「日蝕」，加上從奧加處領悟之真空劍刃，威力更為強大。
- 地狱战神/海虎战神

世上最强绝学, 地狱以脑內的另一个人格配合同时发挥不同招式. 虽然消耗力量大, 但相等于敌人同时面对兩个对手一样. 
其后的白次男改良的海虎战神则把大脑分裂同时思考以达到同一效果, 改良后甚至能使出多重战神
- 蓝夢奧加

蓝夢以创夢者(力量强化器)模拟的地狱战神, 威力跟正版差天共地.
- 达摩经

兩大奇书之一, 地狱修炼的力量, 记载了中土禅宗初祖“菩提达摩”毕生武学心得
- 末日震禅

地狱师弟黒暗从奧加的无极震禅中脱变而成
- 修罗道

黒暗绝望中把达摩经逆练而创的绝学. 能强化生命力. 且有多种不同效果
- 修罗不死身

修罗道中的力量, 能大幅減低以力量疗伤的损耗
- 修罗永生訣

修罗道中的力量, 以磁場天鎖力量保護住腦部與心臟，就是身體被完全粉碎，只要
思想與力量之源不被毀滅，以永生訣之超強回復能力，可在瞬間復原，可說是海虎時代最強的療傷力量。
- 六道轮迴

修罗道杀招, 共有6式: 九天轮迴锁(封锁敌人), 地狱轮迴剑(地狱之剑强化), 无我轮迴, 震禅轮迴, 黒暗轮迴(高速理解模仿敌人招式, 甚至破解), 修罗轮迴(以生命力注入力量中爆发)

## 系列作品
| 建議 閱讀 次序 | 故事時間           | 書名                   | 集數 | 主角                                                                           | 說明 |
| -------------- | ------------------ | ---------------------- | ---- | ------------------------------------------------------------------------------ | --- |
| 1-1            | 西元2000           | 《海虎》               | 48   | 海虎（白軍浪） 奧加 藍夢                                                       | 《海虎無限》為重繪版本， 畫質較佳但內容相同。                                                                                             |
| 1-2            | 西元2007           | 《海虎 II》            | 48   | 海虎（白軍浪） 白首男（白軍浪長子） 白次男（白軍浪次子）                       | |
| 1-3            | 西元2007           | 《海虎 2.5》           | 3    | 海虎（白軍浪）                                                                 | 故事時間發生在觀月瞳去世，海虎插進大海後的獨立故事                                                                                        |
| 1-4            | 西元2040 帝紀 1    | 《海虎 III》           | 48   | 白首男 白次男 黑暗 天道                                                        | |
| 1-5            | 西元2051           | 《武神前傳：滅世之戰》 | 1    | 白千軍（白首男之子） 黑雷霆（黑暗之子）                                        | |
| 2-1            | 西元6689 帝紀4546  | 《白乾坤》             | 2    | 白乾坤（第230代海虎武神）                                                      | 於《海虎無限》中分割為9集重新連載， 畫質較佳但內容相同。                                                                                  |
| 2-2            | ?                  | 《天王劍》             | 1    | 白霸天（第250代海虎武神） 剎道天王（藍夢組織後裔）                             | 於《海虎無限》中分割為2集重新連載， 畫質較佳但內容相同。                                                                                  |
| 2-3            | 西元7164 帝紀5021  | 《武神》               | 300  | 白武男（第271代海虎武神、白愁之子） 白愁（第270代海虎武神） 剎暗天（剎亞之子） | 本作又可細分為三部： 第一部001~134集。 第二部135~194集。 第三部195~300集。                                                                |
| 3-1            | 西元199990         | 《武神希望》           | 1    | 希望                                                                           | 希望成為武神之前的故事。 從故事內容推論為西元199990較為合理。                                                                             |
| 3-2            | 西元200000         | 《武神鳳凰》           | 138  | 鳳凰、希望                                                                     | |
| 4-1            | 西元499100 火夏1   | 《武神兇獸》           | 6    | 白武男、凶星                                                                   | 於《海虎無限》中連載。 |
| 4-2            | 西元499110 火夏890 | 《武神飛沙外傳》       | 4    | 白武男、飛沙                                                                   | |
| 4-3            | 西元500000 火夏900 | 《武神飛天》           | 60   | 釋天武 飛沙 釋天風                                                             | 終極之戰第一部。 |
| 4-4            | 西元500010         | 《武神海虎地獄》       | 50   | 釋天武 海虎 地獄 白武男                                                        | 終極之戰第二部。 白武男聲稱於西元400000開始佈署終極之戰。 從白武男對話可推算故事時間為西元605000， 但從故事內容推論為西元500010較為合理。 |
| 4-5            | 西元500020         | 《武神終極》           | 88   | 釋天武 喪雄 白武男 剎暗天                                                      | 終極之戰第三部，完結。 從故事內容推論為西元500020較為合理。                                                                               |
| 5              | 西元12083          | 《武神108》            | 26   |                                                                                | 故事時間與系列前作無關。 |

## 系列電玩作品
《海虎》漫畫內容於2015年6月改編被智傲網絡遊戲集團為卡牌手機遊戲-「海虎一百萬匹」。

## 外部連結
- 海洋創作公司